# Staverns kommun
Staverns kommun (norska: Stavern kommune) var en kommun (stadskommun, norska: bykommune) i Vestfold fylke i sydöstra Norge. Kommunen omfattade staden Stavern som samtidigt utgjorde kommunens centralort.

## Administrativ historik
Staverns kommun upprättades den 1 januari 1838 (som Frederiksværn formannskapsdistrikt) när Formannskapslovene från 1837 trädde i kraft. 
Mellan 1883 och 1969 genomfördes ett antal gränsregleringar där olika områden successivt fördes över från Brunlanes kommun till Staverns kommun (Fredriksverns kommun):
- 23 juni 1883: bebott område (22 invånare)
- 1938: bebott område (28 invånare)
- 1949: bebott område (13 invånare)
- 1969: bebott område (4 invånare)

1930 bytte kommunen namn från Fredriksvern till Stavern.
1943 fick kommunen status som stad och bytte därför också kommunkod från 0798 till 0708.
Den 1 januari 1988 gick kommunen upp i Larviks kommun. Kommunens hade då 2 538 invånare.